# René Henry Gracida
René Henry Gracida (* 9. Juni 1923 in New Orleans) ist römisch-katholischer Altbischof von Corpus Christi. 

## Leben
René Henry Gracida war im Zweiten Weltkrieg Pilot der US Air Force. Nach dem Krieg studierte er Architektur und arbeitete einige Jahre in diesem Bereich, ehe er 1951 in ein Benediktinerkloster zog. Er empfing am 23. Mai 1959 die Priesterweihe für das Bistum Miami.
Papst Paul VI. ernannte ihn am 6. Dezember 1971 zum Weihbischof in Miami und Titularbischof von Masuccaba. Der Erzbischof von Detroit, John Francis Kardinal Dearden, weihte ihn am 25. Januar des nächsten Jahres zum Bischof; Mitkonsekratoren waren Coleman Francis Carroll, Erzbischof von Miami, und Paul Francis Tanner, Bischof von Saint Augustine. 
Am 1. Oktober 1975 wurde er zum ersten Bischof des neugegründeten Bistums Pensacola-Tallahassee ernannt und am 6. November desselben Jahres in das Amt eingeführt. Am 19. Mai 1983 wurde er zum Bischof von Corpus Christi ernannt und am 11. Juli desselben Jahres in das Amt eingeführt. Am 1. April 1997 trat er altersbedingt von seinem Amt zurück. Er ist der zweitälteste lebende Bischof der katholischen Kirche.
René Henry Gracida gehört zu den Unterzeichnern eines mehrsprachigen Aufrufs von Carlo Maria Viganò vom 7. Mai 2020 mit dem lateinischen Titel „Veritas liberabit vos!“ (Die Wahrheit wird euch befreien, nach Joh 8,32 ), das auf dem Internetportal katholisch.de der Deutschen Bischofskonferenz als „Konglomerat an Verschwörungsmythen und Pseudowissenschaft“ bezeichnet wird. Darin wird beklagt, dass unter dem Vorwand der COVID-19-Pandemie Rechte und Grundfreiheiten vieler Bürger „unverhältnismäßig und ungerechtfertigt eingeschränkt“ würden; die öffentliche Gesundheit dürfe kein Alibi werden, „um die Zivilbehörden von ihrer Pflicht zu befreien, klug für das Gemeinwohl zu handeln“. In dem Text wird auf wachsenden Zweifel an der tatsächlichen Ansteckungsgefahr des Coronavirus verwiesen und die Berichterstattung über die Pandemie als „Alarmismus“ bezeichnet. Die ergriffenen Eindämmungsmaßnahmen begünstigten die Einmischung „fremder Mächte“ mit schwerwiegenden sozialen und politischen Folgen, so der von katholischen Geistlichen, Journalisten, Medizinern und Anwälten mit unterzeichnete Text. Es gebe Kräfte, „die daran interessiert sind, in der Bevölkerung Panik zu erzeugen“ und eine „Isolation der Individuen“ zu fördern, „um sie besser manipulieren und kontrollieren zu können.“ Dies sei „der beunruhigende Auftakt zur Schaffung einer Weltregierung, die sich jeder Kontrolle entzieht“. Der Text wurde von verschiedenen Medien als absurd und die geäußerten Thesen als Verschwörungstheorien bezeichnet.